# Equinoxe Infinity: Remixes
Equinoxe Infinity: Remixes es un EP de remixes de Jean-Michel Jarre, publicado el 12 de abril de 2019 por Sony Music y distribuido por Columbia Records y Astralwerks.

## Antecedentes
Con motivo del 40° aniversario de su segundo álbum de estudio más famoso, Equinoxe (1978), en noviembre de 2018 Jarre lanzó a la venta Equinoxe Infinity, secuela directa de su obra de fines de los años 70. En los meses siguientes, continuando con la promoción del álbum, a fines de febrero del siguiente año Jarre anunció el lanzamiento de un EP de remixes de los temas de su más reciente álbum en el cual participaron los DJs y productores italianos Tale of Us, el productor francés Perturbator y el productor sueco Jonas Rathsman.

## Comercialización
El lanzamiento del álbum fue concebido originalmente como una exclusividad para la celebración de Record Store Day (Día de las Disquerías), especialmente en Estados Unidos, en donde Jean-Michel se alió con la discográfica Astralwerks para lanzar a través de ellos el EP en el país norteamericano en una edición limitada de 75 ejemplares. En Europa se comercializaron 1300 ejemplares bajo el sello discográfico actual de Jarre, Sony Music y Columbia.

## Ediciones
La edición en vinilo estadounidense difiere de la europea por la lista de temas: la norteamericana contiene dos remixes (uno por cada cara del disco) y la europea contiene 3 remixes, 1 y 2 temas respectivamente por cada lado. La edición digital disponible en streaming y descarga digital contiene los 3 remixes. También circula una edición en CD no oficial también con los 3 temas.

## Lista de temas

### Edición Internacional (Digital)[1]
| Equinoxe Infinity: Remixes |                                          |                     |          |  |
| N.º                        | Título                                   | Productor del Remix | Duración |  |
| 1.                         | «If the Wind Could Speak» (Movement 5)   | Tale of Us          | 6:30     |  |
| 2.                         | «Don't Look Back» (Movement 9)           | Jonas Rathsman      | 8:18     |  |
| 3.                         | «All that you Leave Behind» (Movement 4) | Pertubator          | 5:25     |  |
| 20:13                      |                                          |                     |          |  |

### Edición Europea (Vinilo)[2]
| Equinoxe Infinity: Remixes (Lado A) |                                        |                     |          |  |
| N.º                                 | Título                                 | Productor del Remix | Duración |  |
| 1.                                  | «If the Wind Could Speak» (Movement 5) | Tale of Us          | 6:30     |  |
| 2.                                  | «Don't Look Back» (Movement 9)         | Jonas Rathsman      | 8:18     |  |
| 14:48                               |                                        |                     |          |  |

| Equinoxe Infinity: Remixes (Lado B) |                                          |                     |          |  |
| N.º                                 | Título                                   | Productor del Remix | Duración |  |
| 1.                                  | «All that you Leave Behind» (Movement 4) | Perturbator         | 5:25     |  |
| 5:25                                |                                          |                     |          |  |

### Edición Estadounidense (Vinilo)[3]
| Equinoxe Infinity: Remixes (Lado A) |                                        |                     |          |  |
| N.º                                 | Título                                 | Productor del Remix | Duración |  |
| 1.                                  | «If the Wind Could Speak» (Movement 5) | Tale of Us          | 6:30     |  |
| 6:30                                |                                        |                     |          |  |

| Equinoxe Infinity: Remixes (Lado B) |                                |                     |          |  |
| N.º                                 | Título                         | Productor del Remix | Duración |  |
| 1.                                  | «Don't Look Back» (Movement 9) | Jonas Rathsman      | 8:18     |  |
| 5:25                                |                                |                     |          |  |